# 1795 au Bas-Canada
Cet article traite des événements survenus en 1795 au Bas-Canada. 

## Naissances
- 5 septembre - Étienne-Paschal Taché (premier ministre du Canada-Uni)
- 23 septembre - Pierre Brochu (premier habitant de la vallée de la Matapédia)
- 26 septembre - Alexis Bareil, dit Lajoie (cultivateur et homme politique) (décédé le 15 août 1863)
- 30 septembre - François-Norbert Blanchet (personnalité religieuse)